# 여도초등학교
여도초등학교는 대한민국 전라남도 여수시에 있는 사립 초등학교이다.

## 학교 연혁
- 1979년 5월 12일: 학교법인 여천 공단 학원 인가
- 1980년 12월 23일: 여도초등학교 설립 인가
- 1981년 2월 9일: 초대 백낙조 교장 취임
- 1981년 3월 2일: 여도초등학교 개교
- 1981년 3월 5일: 입학식(신입생 197명, 4학급)
- 1981년 5월 25일: 개교
- 1990년 11월 17일: 체육관 겸 다목적 강당 준공(2,258㎡)
- 1998년 5월 22일: 학교법인 여도학원으로 개명
- 2003년 4월 25일: 교내식당 및 조리실 준공(760㎡)

## 참고 자료
- 여도초등학교 - 한국교육학술정보원 학교알리미